# Pilier Bay
Pilier Bay is een baai van 3 km² in de Canadese provincie Newfoundland en Labrador. De baai ligt in het uiterste noorden van het eiland Newfoundland.

## Geografie
Pilier Bay ligt aan de oostkust van het Great Northern Peninsula, in het uiterste noorden van Newfoundland. De baai grenst in het zuiden aan het schiereiland Cape Rouge en wordt begrensd door Pyramid Point, de noordelijke kaap ervan. De baai heeft ruwweg een rechthoekige vorm.
In het zuiden bevindt zich Pilier Cove, een inhammetje waar een zeegrot steunt op een natuurlijke pilaar. Deze pilaar (Frans: pilier) verklaart de naam van de baai. 
Pilier Bay ligt 3,5 km ten zuiden van Million Cove, een iets kleinere baai. De dichtstbij gelegen plaats is de gemeente Conche, die 8,5 km verder zuidwaarts ligt.

## Geschiedenis
Eeuwenlang bevond zich aan de zuidoostelijke oever van de baai de oorspronkelijk Franse vissersnederzetting Northeast Crouse. In de jaren 1970 werd het dorp echter volledig verlaten in het kader van de provinciale hervestigingspolitiek.